# 鷲野圭子
鷲野 圭子（わしの けいこ、1980年2月15日 - ）は、日本のフリーアナウンサー。グリーンメディア所属。元名古屋テレビ（メ〜テレ）アナウンサー。料理研究家。

## 経歴
愛知県海部郡立田村（現:愛西市）出身。南山大学在学中に、メ〜テレの朝の情報番組でお天気キャスターをつとめる。
2002年4月、南山大学を卒業しメ〜テレにアナウンサーとして入社。同期は岡山裕子、神取恭子、倉橋友和。
2007年3月に退社。その後はフリーアナウンサーとして活動している。2008年よりグリーンメディアに所属。
JSA認定ワインエキスパート、英国WSET認定HIGHER CERTIFICATE 取得 、華道小原流准教授、中学第一種教員免許保有、ル・コルドンブルーにて、フランス料理ディプロム取得。

## 出演番組

### フリー
- C-POP World 恋し☆チャイナ!（2007年、BS日テレ） - 『メルモ・アジアへ行く』コーナー
- ハナサカ（BS-TBS、2009年4月26日 - 2010年6月20日） - メ〜テレ時代の同僚だった岡山裕子らと共演していた。

### メ～テレ時代
- 特選朝いち どですか!
- WAYAYA丼
- UP!（リポーター）